# Keri Kelli
Keri Kelli é um guitarrista de rock americano conhecido por trabalhos com artistas e bandas como Alice Cooper, Skid Row, Jani Lane e Slash's Snakepit.Atualmente integra o Night Ranger em substituição a Joel Hoekstra que partiu para o Whitesnake.

## Discografia principal

### Big Bang Babies
- Big Bang Babies -  (1992)
- Black Market - (1994)
- 3 Chords & The Truth - (1999)
- Hollywood Hairspray - (2002)
- The Glam That Stole Christmas - (2002)

### Rubber
- Rubber - (1996)
- Safe Sex, Designer Drugs, and the Death of Rock N Roll - (1996)

### The Newlydeads
- Re-Bound - (1998)
- Dead End - (2001)
- Dream From A Dirt Nap - (2006)

### Pretty Boy Floyd
- The Pink And The Black - (1998)
- A Tale of Sex, Designer Drugs, and the Death of Rock N Roll - (1998)
- Porn Stars - (1999)
- The World's Greatest Heavy Metal Anthems - (2000)
- Porn Stars (Japanese Edition) - (2000)
- No Brakes -BIG M.F. Compilation- - (2000)
- The Ultimate - (2004)
- Dirty Glam - (2004)
- Vault II - (2003)